# Gulating lagmannsrett

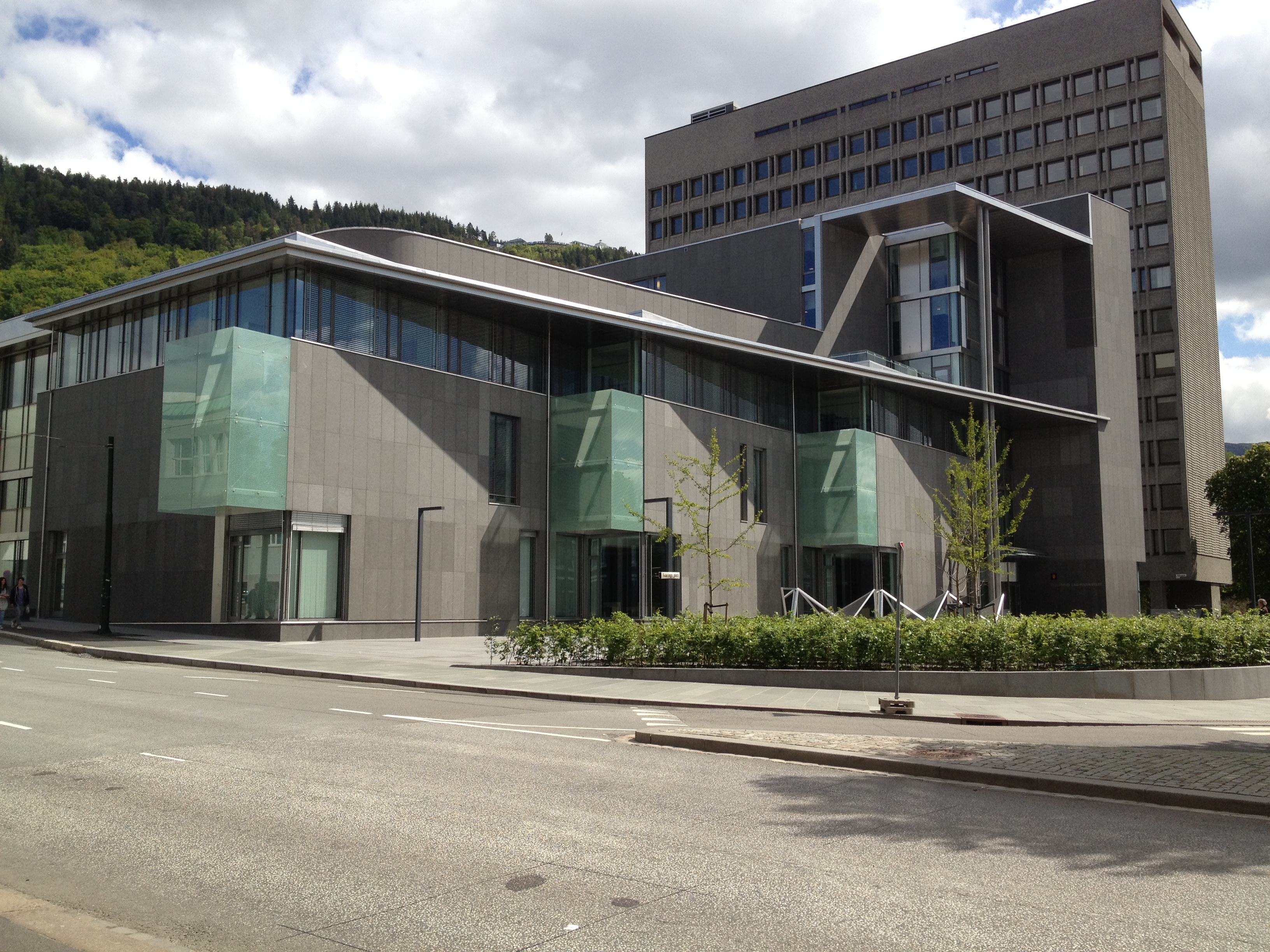
Het gerechtsgebouw in Bergen

Gulating lagmannsrett is een Noors lagmannsrett met zetel in Bergen. Het gerecht, vergelijkbaar met een Hof van beroep in België of een gerechtshof in Nederland, is bevoegd voor beroepszaken in zowel straf- als civiele zaken tegen uitspraken van de 8 tingretter in het ressort. Het ressort omvat de fylke Vestland en  Rogaland, en de gemeente Sirdal in Agder.

## Indeling in Tingretter
| 1. Sogn og Fjordane tingrett in Førde 2. Hardanger tingrett in Lofthus 3. Sunnhordland tingrett in Leirvik 4. Bergen tingrett in Bergen | 1. Haugaland tingrett in Haugesund 2. Stavanger tingrett in Stavanger 3. Jæren tingrett in Sandnes 4. Dalane tingrett in Egersund |